# Distretto di Cogtcėcij
Il distretto di Cogtcėcij è uno dei quindici distretti (sum) in cui è suddivisa la provincia dell'Ômnôgov', in Mongolia. Conta una popolazione di 2.642 abitanti (censimento 2009).